# Aristagoras
Aristagoras var ledare för den grekiska staden Miletos i slutet av 500- och början av 400-talet f.Kr.
Han var son till Molpagoras och svärson (men även brorson) till Histiaios, vilken perserna hade satt in som tyrann av Miletos. Aristagoras fick kontroll över staden när Histiaios utnämndes till rådgivare åt den persiske kungen Dareios I. När den grekiska staden Naxos gjorde uppror 502 f.Kr. bad öns persiska herrar Aristagoras om hjälp, vilket han gick med på, i tron att han skulle bli erkänd som öns härskare. Han allierade sig då med Artafernes, den persiske satrapen i Lydien, och fick en flotta med fartyg. Olyckligtvis för invasionen bråkade Aristagoras med amiralen Megabates, som då informerade Naxosborna om att flottan var på väg.
Invasionen misslyckades och alliansen med Artafernes gick i kras. I ett försök att rädda sig själv från persernas vrede började han planera ett uppror med milisierna och de andra jonierna. Under tiden hoppades Histiaios, från sin post i Persien, på att kunna få igång ett eget uppror i Miletos, så att perserna skulle kunna krossa det och återinsätta honom som tyrann där. I Miletos stöddes Aristagoras år 499 f.Kr. av de flesta invånarna där, förutom historikern Hekataios. En demokrati upprättades och snart inledde även de andra joniska städerna uppror mot perserna, vilket var inledningen på det joniska upproret.
Aristagoras reste då till grekiska fastlandet för att få stöd för sitt uppror. I Sparta träffade han kung Kleomenes I och hävdade att ett anfall mot Persien i förebyggande syfte skulle bli lätt; det fanns många rikedomar på vägen och huvudstaden Susa fanns "bara" tre månader bort. Kleomenes avböjde hans erbjudande, men Aristagoras fick större framgång i Aten, eftersom det, enligt Herodotos, var lättare att övertyga en församling på tusentals atenare än att övertyga en spartansk kung.
Med atensk hjälp ledde Aristagoras ett anfall mot Sardis, den persiska huvudstaden i Jonien. När det joniska upproret slogs ner (och Histiaios återinsattes som tyrann) tvingades Aristagoras dock att fly till Thrakien, där han försökte upprätta en koloni vid floden Strymon, på samma plats som den senare atenska kolonin Amfipolis skulle komma att ligga. Han dödades av thrakierna, när han var i färd med att anfalla en thrakisk grannstad.